# 이토록 친밀한 배신자
《이토록 친밀한 배신자》는 2024년 10월 11일부터 2024년 11월 15일까지 방영된 MBC 금토 드라마다.

## 기획 의도
국내 최고의 프로파일러가 수사 중인 살인 사건에 얽힌 딸의 비밀과 마주하고 처절하게 무너져가며 심연 속의 진실을 쫓는 부녀 스릴러

## 제작진

### 제작사
- 아센디오

### 제작
- 한승일
- 전혜준

### 연출
- 송연화 : ( MBC 4부작 월화 미니시리즈 《멧돼지 사냥》(연출), MBC 금토 미니시리즈 《옷소매 붉은 끝동》(공동연출) 등 연출 )

### 극본
- 한아영

## 등장 인물

### 주요 인물
- 한석규 : 장태수 역 - 범죄 행동 분석팀장, 국내 유일 경찰대 출신 프로파일러.
- 채원빈 : 장하빈 역 (아역: 이예주) - 고등학교 2학년, 거짓말이 공부만큼 쉬운 장태수의 딸.

### 범죄 행동 분석팀
- 한예리 : 이어진 역 - 범죄 행동 분석팀원
- 노재원 : 구대홍 역 - 범죄 행동 분석팀원

### 형사과 강력 1팀
- 윤경호 : 오정환 역 - 경찰의 핵심은 형사라고 생각하는 강력 팀장, 장신, 거구의 인상파.
- 이신기 : 김용수 역 - 장태수를 좋아하는 강력 1팀 둘째
- 이교엽 : 조경빈 역 - 다혈질의 강력 1팀 셋째
- 기진우 : 박재훈 역 - 강력 1팀 막내 형사

### 과학수사팀
- 이양희 : 황영수 역 - 과학수사 팀장

### 태수의 가족
- 오연수 : 윤지수 역 (†) - 하빈의 어머니, 태수의 전처.

### 사건 관계자들
- 한수아 : 송민아 역 (†) - 사건에 연루된 것으로 추정되는 가출 소녀, 하빈과 아는 사이다.
- 김정진 : 최영민 역 (†) - 송민아 등이 소속된 가출팸의 리더
- 최유화 : 김성희 역 - 가출팸 숙소의 집주인
- 유의태 : 박준태 역 - 하빈의 1학년 때 담임선생님

### 그 외 인물
- 박경근 : 이석문 역 - 태수가 근무 중인 경찰서장

### 기타 인물
- 이수호 : 장하준 역 (†) - 어린시절 죽은 태수와 지수의 아들, 하빈의 동생
- 엄지만 : 박 경위 역
- 박은우 : 박지연 역
- 윤재찬 : 고세호 역
- 송지현 : 이수현 역 (†) - 1학년 때 하빈과 같은 반이었던 여학생
- 류정현 : 여학생 이수현의 아버지 역
- 이하민 : 이수현 역 - 여학생 이수현과 동명이인인 남학생
- 조성하 : 권도윤 역 - 김성희의 아들
- 이도혜 : 유은진 역 - 가출팸 소녀
- 이찬종 : 지수 명의의 핸드폰에서 위치 추적 어플을 찾아준 업자 역
- 박미현 : 김경미 역 - 신경정신과 전문의, 지수의 담당 의사

### 특별 출연
- 손숙 : 명자 역 - 태수의 어머니이자 하빈의 친할머니
- 황재열 : 정두만 역 - 여성청소년계 형사
- 유오성 : 정두철 역 - 박준태의 아버지

## 시청률
최저 시청률과 최고 시청률은 시청률 조사회사와 지역별로 시청률에 차이가 있을 수 있습니다.
| 2024년 | 2024년    | 2024년         | 2024년       |
| 회차   | 방송일    | AGB 시청률     | AGB 시청률   |
| 회차   | 방송일    | 대한민국(전국) | 서울(수도권) |
| ------ | --------- | -------------- | ------------ |
| 제1회  | 10월 11일 | 5.6%           | 5.5%         |
| 제2회  | 10월 12일 | 4.7%           | 4.3%         |
| 제3회  | 10월 18일 | 5.8%           | 5.1%         |
| 제4회  | 10월 19일 | 5.5%           | 5.4%         |
| 제5회  | 10월 26일 | 6.0%           | 6.5%         |
| 제6회  | 11월 1일  | 7.6%           | 7.0%         |
| 제7회  | 11월 2일  | 5.3%           | 4.9%         |
| 제8회  | 11월 8일  | 6.9%           | 6.3%         |
| 제9회  | 11월 9일  | 6.8%           | 6.3%         |
| 제10회 | 11월 15일 | 9.6%           | 9.2%         |

## 결방
- 2024년 10월 25일 : MBC 스포츠 2024년 한국시리즈 3차전 KIA 타이거즈 VS 삼성 라이온즈 중계방송으로 인한 결방.

## 수상 목록
- 2024년 제37회 그리메상 최우수 남자연기상 (한석규)
- 2024년 제37회 그리메상 최우수 여자연기상 (채원빈)
- 2024년 씨네21 올해의 시리즈 올해의 남자배우 (한석규)
- 2024년 씨네21 올해의 시리즈 올해의 여자신인배우 (채원빈)
- 2024년 제10회 에이판 스타 어워즈 남자 신인연기상 (노재원, 김정진)
- 2024년 제10회 에이판 스타 어워즈 여자 신인연기상 (채원빈)
- 2024년 MBC 연기대상 여자 신인연기상 (채원빈)
- 2024년 MBC 연기대상 대상 (한석규)
- 2025년 제61회 백상예술대상 방송부문 여자 신인연기상 (채원빈)
- 2025년 제61회 백상예술대상 방송부문 연출상 (송연화)
- 2025년 제1회 이탈리아 글로벌 시리즈 페스티벌 작품상
- 2025년 제1회 이탈리아 글로벌 시리즈 페스티벌 남우주연상 (한석규)

## 참고 사항
- 2021년 MBC 드라마 극본 공모전에서 우수상을 수상했다.

- 정식 제목인 ‘이토록 친밀한 배신자’는 하버드 의대 정신과 교수인 마사 스타우트의 저서, ‘The Sociopath Next Door’의 국내 번역서 제목에서 따왔다. 제목 사용에 관해 사전 협의를 거쳤으며, 소설 내용과는 전혀 관련이 없다고 한다.

## 같이 보기
- 대한민국의 텔레비전 드라마 목록 (ㅇ)
- 2024년 대한민국의 텔레비전 드라마 목록